# Conseil de l'Université
Le conseil de l'Université est un organe du système d'instruction publique français ayant existé du 17 mars 1808 au 17 février 1815 puis du 30 mars 1815 au 22 juin 1815.

## Le conseil de l'Université du décret du 17 mars 1808

### Composition du conseil
Le conseil de l'Université créé par le décret du 17 mars 1808 est une des instances de l'Université de France. Il est composé de trente membres, dix conseillers à vie choisis par l'Empereur et vingt conseillers ordinaires désignés annuellement par le Grand-Maître parmi les inspecteurs, doyens, professeurs des facultés, et proviseurs des lycées.

### Fonctionnement
Le conseil de l’Université est convoqué et présidé par le Grand-Maître. Il se réunit au moins deux fois par semaine et se partage pour le travail en cinq sections :
- état et perfectionnement des études ;
- administration et police des écoles ;
- comptabilité ;
- contentieux ;
- affaires du sceau de l’Université;

chaque section examinant les affaires qui lui sont renvoyées par le Grand-Maître, et en faisant
le rapport au conseil, qui en délibère.
L'un des conseillers ordinaires est nommé, par le Grand-Maître, secrétaire général et chargé de la rédaction des procès verbaux des séances du conseil. Les procès-verbaux sont envoyées, chaque mois, au ministre de l’intérieur;  les membres du conseil pouvant  faire insérer dans ces procès verbaux les motifs de leurs opinions, lorsqu’elles diffèrent de l’avis adopté par le
conseil.

### Attributions
Le conseil discute de tous les projets de règlement et de statuts des écoles de tous niveaux proposés par le Grand-Maître. Sur proposition du Grand-Maître, et sur présentation du ministre de l’intérieur, une commission du conseil de l’Université peut être admise au conseil d’état pour solliciter la réforme des règlements et les décisions interprétatives de la loi.
Le conseil juge toutes les questions relatives à la police, à la comptabilité et à l’administration générale des facultés, des lycées et des collèges et arrête les budgets de ces écoles sur le rapport du trésorier de l’Université.
Le conseil juge les plaintes des supérieurs et les réclamations des inférieurs. Il inflige aux membres de l'Université les peines de la réforme et de la radiation, d'après l'instruction et l'examen des délits qui emporteront la condamnation à ces peines. Il juge, à la majorité absolue des voix, et après une discussion approfondie, les affaires contentieuses relatives à l’administration générale des académies et de leurs écoles, et celles concernant les membres de l’Université en particulier par rapport
à leurs fonctions, seront portées au conseil de l’Université.Le Grand-Maître est chargé de l'execution des décisions du conseil, mais peut avoir recours au conseil d’état contre ses décisions, sur le rapport du ministre de l’intérieur.
Le conseil examine les ouvrages nouveaux qui sont proposés pour l’enseignement et admet ou rejette les ouvrages pour les élèves, ou les bibliothèques des lycées et des collèges.
Le conseil entend le rapport des inspecteurs, au retour de leur mission.
Le conseil de l'Université constitue le conseil académique de Paris.

### Nominations
Les dix premiers conseillers à vie sont nommés par décret impérial du 16 septembre 1808 : 
- Louis-François de Bausset, ecclésiastique et homme de lettres
- Jacques-André Émery, ecclésiastique et supérieur de séminaire, meurt en 1811
- André Jean Simon Nougarède de Fayet, juriste
- Gaspard Gilbert Delamalle, juriste
- Louis de Bonald, homme de lettres
- Martial Borye Desrenaudes (en), diplomate
- Georges Cuvier, scientifique
- Antoine-Laurent de Jussieu, scientifique
- Adrien-Marie Legendre, scientifique
- Pierre-Claude-Bernard Guéroult, proviseur du lycée Charlemagne

Le 18 novembre 1809 quatorze conseillers ordinaires sont choisis: Joseph Joubert, Ambroise Rendu, Philibert Guéneau de Mussy, Jean Alexis Balland, Joseph-Nicolas de Champeaux, Raymond Despaulx, Henri Louis de Coiffier de Verfeu, Noël-Gabriel-Luce Villar, inspecteurs généraux de l'Université, François Roger, membre du Corps législatif, Michel-Augustin Thouret, doyen de la Faculté de médecine de Paris, Égide de Lespinasse, chef du secrétariat général du Grand-Maître, François Étienne Guieu, membre de la cour de cassation, Georges-Antoine Chabot de l'Allier, inspecteur général pour les facultés de droit. Ils s'ajoutent à Antoine-Vincent Arnault précédemment nommé conseiller ordinaire secrétaire général du conseil.

### Première Restauration et Cent-Jours
À la suite de la première Restauration le 9 avril 1814, l'ordonnance royale du 17 février 1815 supprime la charge de grand-maître et le conseil de l'Université et les remplace par une commission de l'instruction publique. Le 30 mars, durant la période des Cent-Jours, Napoléon rétabli l'université impérial et le conseil de l'Université. Après la deuxième restauration, il est  remplacé par la Commission de l'instruction publique par ordonnance royale du 15 aout 1815. 
Le décret du 30 mars 1815 reconfirme les nominations des anciens membres du conseil excepté Louis de Bonald et nomme MM. de Beauvoir et Renouard.